# Качан Катерина Георгіївна
Катерина Георгіївна Качан (6 квітня 1982, м. Харків, Українська РСР) — українська акторка театру, дубляжу та кіно. Дружина актора театру, дубляжу та Заслуженого артиста України Андрія Мостренка. 

## Біографія
Народилася в акторській сім'ї. З дитинства знайома з життям за лаштунками театру, вона свідомо обрала шлях артистки, незважаючи на загальновідому думку про складнощі та неочевидність життя артиста. Її кар'єра в театрі почалася з виконання малих ролей у Харкові під керівництвом Жолдака Андрія Валерійовича.
У 2003 році закінчила Харківський національний університет мистецтв імені Івана Котляревського.
З 2003 по 2005 роках працювала у Харківському державному укрдрамтеатрі імені Шевченка.
З 2005 по 2011 роках переїхала у Київ і працювала у театрі «Вільна сцена».
Качан продовжила свою освіту, закінчивши хореографічну школу та Харківський університет мистецтв імені І. Котляревського на курсі Євгена Лисенка у 2006. Її кар'єра отримала значний поштовх, коли після приїзду в Київ для допомоги подрузі на прослуховуванні в театрі «Вільна сцена», де Катерину подруги запросили залишитися. Її столичний дебют відбувся у ролі Дівчиська в спектаклі «Роберто Зукко».
З 2011 року актриса театру на Лівому березі Дніпра.
Серед останніх театральних вражень Качан особливо відзначила спектакль Еймунтаса Някрошюса «Отелло».

## Кар'єра в кіно
| Рік       |   | Українська назва           | Оригінальна назва          | Роль                              |
| --------- | - | -------------------------- | -------------------------- | --------------------------------- |
| 2002      | ф | УВД. Курс молодого бійця   | УВД. Курс молодого бійця   | Альона                            |
| 2005      | ф | Аврора                     | Аврора                     | Катерина                          |
| 2006      | ф | Диявол із Орлі             | Диявол із Орлі             | модистка Марі Рекар               |
| 2006      | ф | Сьоме небо                 | Седьмое небо               | епізод                            |
| 2007      | ф | Точка повернення           | Точка повернення           | Таня Родіна                       |
| 2008      | ф | Ріка                       | Ріка                       | Головна роль                      |
| 2010—2013 | с | Єфросінья                  | Ефросинья                  | Ліза (без вказання ролі в титрах) |
| 2011      | ф | Екстрасенси-детективи      | Екстрасенси-детективи      | Віра                              |
| 2013      | ф | Подвійне життя             | Подвійне життя             | Віра                              |
| 2014      | ф | Віолончель                 | Віолончель                 | -                                 |
| 2015      | ф | Закохані жінки             | Влюблённые женщины         | Віка Соколова                     |
| 2016      | ф | Провідниця                 | Провідниця                 | Аліна                             |
| 2017      | ф | Підкидиші-2                | Підкидиші-2                | Альона                            |
| 2017      | ф | Казка про гроші            | Казка про гроші            | Сурка                             |
| 2018      | ф | Смак щастя                 | Смак щастя                 | Клава                             |
| 2018      | ф | Хто ти?                    | Хто ти?                    | Гала Яковлева                     |
| 2018      | ф | Вислизаюче життя           | Вислизаюче життя           | епізод                            |
| 2019      | ф | Німа                       | Німа                       | эпизод                            |
| 2019      | ф | Таємне кохання             | Таємне кохання             | Катя Любшина                      |
| 2019      | ф | Швабра                     | Швабра                     | Юлія Лупирь                       |
| 2020      | ф | Акушерка                   | Акушерка                   | Надія Шувалова                    |
| 2020      | ф | Експерт                    | Експерт                    | Людмила Бабенко                   |
| 2020      | ф | Щуролов                    | Щуролов                    | Стіклова                          |
| 2020      | ф | Роман з детективом         | Роман з детективом         | епизод                            |
| 2020      | ф | Цвіт пристрасті            | Цвіт пристрасті            | Людмила Ігорівна                  |
| 2020      | ф | Шуша                       | Шуша                       | Тетяна Гірчук                     |
| 2021      | ф | Таємне кохання. Повернення | Таємне кохання. Повернення | Катя Любшина                      |
| 2022      | ф | Колір помсти               | Колір помсти               | Людмила Игорівна                  |